# Lei de Verner
Na linguística histórica, dá-se o nome de Lei de Verner, a análise comparativa entre as língua indo-europeia e germânica, no que diz respeito às consoantes /p/, /t/ e /k/.
Em 1822, Jacob Grimm, ao analisar as línguas referidas, constatou que as consoantes /p/, /t/ e /k/ transformaram-se, ao longo do tempo, em /f/, /θ/ e /h/, respectivamente. Porém, Grimm, apresentou algumas exceções, as quais não foram esclarecidas.
Após cinquenta anos da lei de Grimm, Verner apresentou os esclarecimentos e as análise das exceções que Grimm não respondeu. O linguista observou que as exceções do fenômeno descrito por Grimm ocorria apenas quando a sílaba era acentuada. Neste caso, /p/, /t/ e /k/ convertiam-se para /b/, /d/ e /g/.
A lei de Verner foi importante para Linguística histórica, pois detectou a irregularidade quanto a comparação das palavras, em especial à sua fonética.